# Парламентские выборы в Норвегии (1953)
Парламентские выборы в Норвегии проходили 12 октября 1953 года. В результате победу вновь одержала Рабочая партия, которая получила парламентское большинство в 77 из 150 мест.

## Избирательная система и ход выборов
Перед выборами 1953 года избирательная система распределения мест была изменена. Было отменено разделение избирательных округов на сельские и городские. Кроме этого, был введён модифицированный метод Сент-Лагю с разделением 1,4. Прежнее распределение по методу Д’Ондта существенно давало предпочтение крупным партиям, в то время как новая система предусматривала распределение мест для каждой из партий, наиболее приближённое к распределению голосов. Таким образом, Рабочая партия потеряла 8 мест, несмотря на то, что она получила больше голосов, чем на предыдущих выборах 1949 года, в то время как Коммунистическая партия Норвегии вернулась в Стортинг с тремя новыми местами, хотя она получили меньше голосов, чем в 1949 году.
Тем не менее, выборы были большой победой для Рабочей партии, и правительство премьер-министра Оскара Торпа продолжало работать.

## Результаты
| Партия                                | Партия                                | Голоса    | %    | Места | +/- |
| ------------------------------------- | ------------------------------------- | --------- | ---- | ----- | --- |
|                                       | Рабочая партия                        | 830 448   | 46,7 | 77    | -7  |
|                                       | Консервативная партия                 | 327 971   | 18,4 | 27    | +4  |
|                                       | Христианская народная партия          | 186 627   | 10,5 | 14    | +5  |
|                                       | Либеральная партия                    | 177 662   | 10,0 | 15    | -6  |
|                                       | Фермерская партия                     | 157 018   | 8,8  | 14    | +2  |
|                                       | Коммунистическая партия               | 90 422    | 5,1  | 3     | +3  |
|                                       | Объединённый список ФП-КП             | 9 661     | 0,5  | [a]   | -   |
|                                       | Прочие голоса                         | 22        | 0,0  | -     | -   |
| Недействительных/пустых бюллетеней    | Недействительных/пустых бюллетеней    | 10 500    | -    | -     | -   |
| Всего                                 | Всего                                 | 1 790 331 | 100  | 150   | 0   |
| Зарегистрированных избирателей / Явка | Зарегистрированных избирателей / Явка | 2 256 799 | 79,3 | -     | -   |
| Источники: Nohlen & Stöver            |                                       |           |      |       |     |

a  Объединённый партийный список ФП и КП получил 1 место, которое выиграли консерваторы.